# Pelaheja Lytwynowa-Bartosch

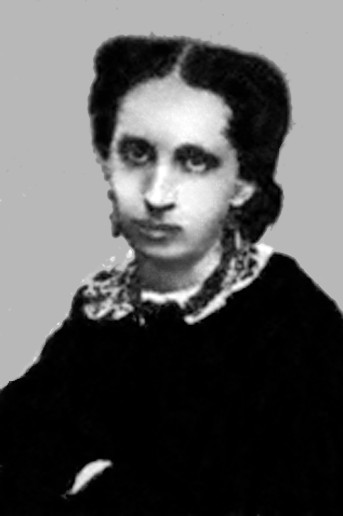
Pelaheja Lytwynowa-Bartosch

Pelaheja Jakiwna Lytwynowa-Bartosch (ukrainisch Пелагея Яківна Литвинова-Бартош, wiss. Transliteration Pelaheja Jakivna Lytvynova-Bartoš, * 3. Oktoberjul. / 15. Oktober 1833greg. in Tereben, heutiger Rajon Schostka; † 8. Septemberjul. / 21. September 1904greg. in Semljanka, heutiger Rajon Schostka) war eine ukrainische Folkloristin, Ethnographin und Übersetzerin.

## Leben
Von 1843 bis 1845 besuchte sie ein Internat in Schostka und absolvierte 1852 das Elisabethanische Institut für edle Jungfrauen in Moskau. Sie überwachte persönlich die Ausbildung ihrer Kinder. Ab Mitte der 1860er Jahre lebte sie in der Nähe ihrer Studienorte in Hluchiw, Nowhorod-Siwerskyj, Nischyn, Kiew und Moskau. Sie begann, schriftliche Materialien zu veröffentlichen. Eine ihrer ersten Veröffentlichungen war ein Artikel in den St. Petersburger Nachrichten von 1875, in dem sie falsche biografische Informationen über ihren Großvater Fedir Tumanskyj widerlegte. Sie wurde Mitarbeiterin eines Waisenhauses für Arbeiter- und Bauernkinder. Außerdem eröffnete sie eine Privatschule und verfasste hierfür nach der Methode von Konstantin Uschinski das Schulhandbuch Alphabet für öffentliche Schulen. Zusammengestellt nach der Lautmethode für visuelle Bildung (1877).
1886, nach dem Tod ihrer Tante väterlicherseits, erbte sie einen Bauernhof im Dorf Semljanka, wo sie bis an ihr Lebensende lebte. Sie erforschte den Volksglauben, Handwerk und Berufe (Weben, Fischen, Kochen) und sammelte mündlich überlieferte Volkskunst, Pysankas, Plachtas und volkstümliche Stickmuster, die Wyschywankas. Sie arbeitete mit Kiewer Publikationen zusammen und veröffentlichte mehrere Alben mit Volksmustern sowie mehrere Beiträge, Artikel und Memoiren in der Zeitschrift Kijewskaja starina. Sie war auch als Übersetzerin tätig und übersetzte die Komödien George Dandin und Der Arzt wider Willen.
Ihre Studien über Hochzeitsrituale und -bräuche, die 1900 in Lemberg veröffentlicht wurden, erlangten große Bekanntheit. Sie wurde Mitglied der Wissenschaftlichen Gesellschaft Schewtschenko und korrespondierendes Mitglied der Société d’anthropologie de Paris. Sie arbeitete auch mit der Russischen Geographischen Gesellschaft und der Sankt Petersburger Freien Ökonomischen Gesellschaft zusammen. Für Letztere studierte sie insbesondere die Bewirtschaftung landwirtschaftlicher Betriebe und erstellte die entsprechenden statistischen und wirtschaftlichen Beschreibungen der Dörfer Bohdanowe und Semljanka. Außerdem unterstützte sie Mykola Biljaschiwskyj bei der Organisation archäologischer Erkundungen im Dorf Bohdanowe. 1902 nahm sie an den Arbeiten des 12. Archäologischen Kongresses in Charkiw teil. Mehrere Exponate aus ihren Sammlungen gab sie an Museen in Sankt Petersburg und Moskau.
Ihre Sammlungen, unvollendeten Werke, Manuskripte und Korrespondenz werden heute in den Beständen des M.-Rylsky-Instituts für Kunstgeschichte, Folklore und Ethnologie der Nationalen Akademie der Wissenschaften der Ukraine (NANU), des Instituts für Archäologie der NANU und des Nationalen Historischen Museums der Ukraine aufbewahrt.